# Motocyklowe Grand Prix Imoli 1998
Motocyklowe Grand Prix Imoli 1998 – jedenasta eliminacja Motocyklowych Mistrzostw Świata, rozegrana 4 – 6 września na torze Autodromo Enzo e Dino Ferrari w Imoli.

## Wyniki 500 cm³[2]
| Legenda oznaczeń w tabelach wyników Wyświetl szablon na nowej stronie | Legenda oznaczeń w tabelach wyników Wyświetl szablon na nowej stronie                                                                     |
| Oznaczenie                                                            | Wyjaśnienie |
| --------------------------------------------------------------------- | --- |
| Złoty                                                                 | Zwycięzca lub mistrzostwo |
| Srebrny                                                               | 2. miejsce lub wicemistrzostwo |
| Brązowy                                                               | 3. miejsce lub II wicemistrzostwo |
| Zielony                                                               | Ukończył, punktował (w klasyfikacji generalnej, gdy zdobył co najmniej jeden punkt na przestrzeni sezonu, poza trzema powyższymi opcjami) |
| Niebieski                                                             | Ukończył, nie punktował (w klasyfikacji generalnej, gdy nie zdobył co najmniej jednego punktu na przestrzeni sezonu)                      |
| Czerwony                                                              | Nie zakwalifikował się (NZ) |
| Czerwony                                                              | Nie prekwalifikował się (NPK) |
| Różowy                                                                | Nie ukończył (NU) |
| Różowy                                                                | Niesklasyfikowany (NS) (w klasyfikacji generalnej, gdy nie został sklasyfikowany w żadnym wyścigu sezonu)                                 |
| Czarny                                                                | Zdyskwalifikowany (DK) |
| Czarny                                                                | Wykluczony (WYK/EX) |
| Biały                                                                 | Nie wystartował (NW) |
| Biały                                                                 | Kontuzjowany (K/INJ) |
| Biały                                                                 | Wyścig odwołany (OD/C) |
| Bez koloru                                                            | Został wycofany (WYC/WD) |
| Bez koloru                                                            | Nie przybył (NP/DNA) |
| Bez koloru                                                            | Nie brał udziału w treningach (NT/DNP) |
| Bez koloru                                                            | Nie został zgłoszony (–) |
| Pogrubienie                                                           | Start z pole position |
| Kursywa                                                               | Najszybsze okrążenie wyścigu |
| †                                                                     | Nie ukończył, ale jego rezultat został zaliczony ze względu na przejechanie więcej niż 90% dystansu wyścigu.                              |
| *                                                                     | Sezon w trakcie |
| 1/2/3                                                                 | Punktowana pozycja w sprincie kwalifikacyjnym                                                                                             |
| Lista systemów punktacji Formuły 1                                    | |

### Wyścig[3]
| Pozycja | Nr | Motocyklista        | Motocykl  | Okr. | Czas / Strata | Start | Punkty |
| ------- | -- | ------------------- | --------- | ---- | ------------- | ----- | ------ |
| 1       | 1  | Michael Doohan      | Honda     | 25   | 46:00.092     | 3     | 25     |
| 2       | 4  | Àlex Crivillé       | Honda     | 25   | +6,564        | 6     | 20     |
| 3       | 6  | Max Biaggi          | Honda     | 25   | +9,721        | 4     | 16     |
| 4       | 9  | Alex Barros         | Honda     | 25   | +11,244       | 2     | 13     |
| 5       | 12 | Jean-Michel Bayle   | Yamaha    | 25   | +21,672       | 1     | 11     |
| 6       | 5  | Norick Abe          | Yamaha    | 25   | +28,407       | 5     | 10     |
| 7       | 2  | Tadayuki Okada      | Honda     | 25   | +36,627       | 9     | 9      |
| 8       | 15 | Sete Gibernau       | Honda     | 25   | +36,876       | 13    | 8      |
| 9       | 3  | Nobuatsu Aoki       | Suzuki    | 25   | +37,332       | 11    | 7      |
| 10      | 8  | Carlos Checa        | Honda     | 25   | +47,677       | 12    | 6      |
| 11      | 11 | Simon Crafar        | Yamaha    | 25   | +55,890       | 15    | 5      |
| 12      | 55 | Régis Laconi        | Yamaha    | 25   | +57,040       | 7     | 4      |
| 13      | 19 | John Kocinski       | Honda     | 25   | +58,878       | 8     | 3      |
| 14      | 10 | Kenny Roberts Jr.   | Modenas   | 25   | +1:06,104     | 10    | 2      |
| 15      | 28 | Ralf Waldmann       | Modenas   | 25   | +1:18,308     | 16    | 1      |
| 16      | 27 | Katsuaki Fujiwara   | Suzuki    | 25   | +1:19,432     | 19    |        |
| 17      | 14 | Juan Borja          | Honda     | 25   | +1:28,491     | 18    |        |
| 18      | 23 | Matt Wait           | Honda     | 25   | +1:50,817     | 20    |        |
| 19      | 57 | Fabio Carpani       | Honda     | 24   | +1 okr,       | 23    |        |
| NS      | 77 | Eskil Suter         | Muz-Weber | 18   | wycofał się   | 14    |        |
| NS      | 26 | Bernard Garcia      | Honda     | 16   | wycofał się   | 22    |        |
| NS      | 22 | Sebastien Gimbert   | Honda     | 15   | wycofał się   | 21    |        |
| NS      | 17 | Jurgen vd Goorbergh | Honda     | 12   | wycofał się   | 17    |        |
| NS      | 88 | Scott Smart         | Honda     | 12   | wycofał się   | 24    |        |
| NS      | 43 | Paolo Tessari       | Paton     | 7    | wycofał się   | 25    |        |